# شهرستان نامس
شهرستان نامس (به لاتین: Neamț County) یک județ در رومانی است که در رومانی واقع شده‌است.

## خصوصیات
شهرستان نامس ۵۷۰٬۳۶۷ نفر جمعیت دارد.